# Линкольн (округ, Миссури)
Округ Линкольн (англ. Lincoln County) — округ штата Миссури, США. Население округа на 2009 год составляло 53 311 человек. Административный центр округа — город Трой.

## История
Округ Линкольн основан в 1818 году.

## География
Округ занимает площадь 1631.7 км2.

## Демография
Согласно оценке Бюро переписи населения США, в округе Линкольн в 2009 году проживало 53 311 человек. Плотность населения составляла 32.7 человек на квадратный километр.